# Karosa LC 737
Karosa LC 737 (HD11) — туристический автобус, производившийся в городе Високе-Мито компанией Karosa в 1991 году.

## Конструкция
Автобус Karosa LC 737 является моделью серии Karosa 700. Модель унифицирована с автобусами Karosa C 734 и Karosa B 732, но имеет другой дизайн. Кузов автобуса полусамонесущий, рамный. Двигатель расположен сзади. Вход производится через две автоматические двери. Внутри используются мягкие сиденья. Перегородка отсутствует.

## Производство
Единственный экземпляр автобуса Karosa LC 737 был произведён в 1991 году.